# Spilogona golbachi
Spilogona golbachi este o specie de muște din genul Spilogona, familia Muscidae, descrisă de John Otterbein Snyder în anul 1957. Conform Catalogue of Life specia Spilogona golbachi nu are subspecii cunoscute.